# بوشلار
خانه‌های صخره‌ای تاریخی مجارشین که در زبان محلی به آن‌ها بوشلار می‌گویند در شهرستان اسکو، بخش مرکزی، دهستان گنبرف، روستای مجارشین واقع شده‌است.
این خانه‌ها، صخره‌ای و در دل کوه کنده شده‌اند ودارای طاقچه‌هایی هستند که نشان از زندگی انسان‌ها در این محل در گذشته‌های دور دارد.
بوشلار سه خانه صخره ایی با درهای مجزا هستند. این خانه‌ها دارای پنج اتاق هستند و این اتاق‌ها چند پنجره دارند در این اتاق‌ها تعداد زیادی طاقچه وجود دارد که همگی اینها از صخره کنده شده‌اند.

## نگارخانه

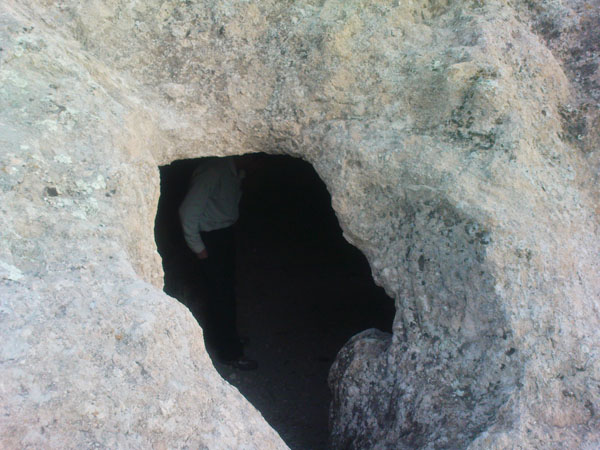
بوشلار(خانه‌هایی در دل کوه)
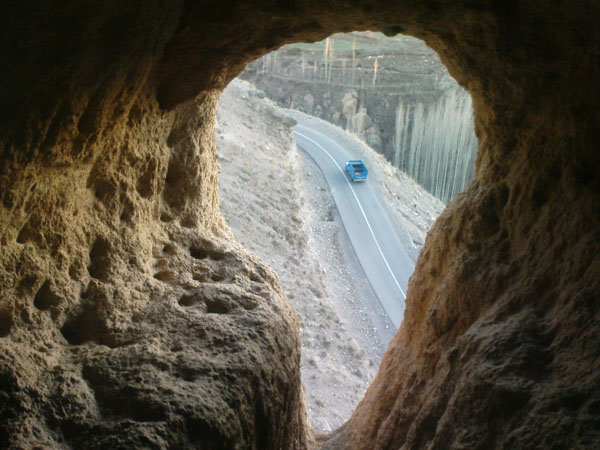
بوشلار(خانه‌هایی در دل کوه)
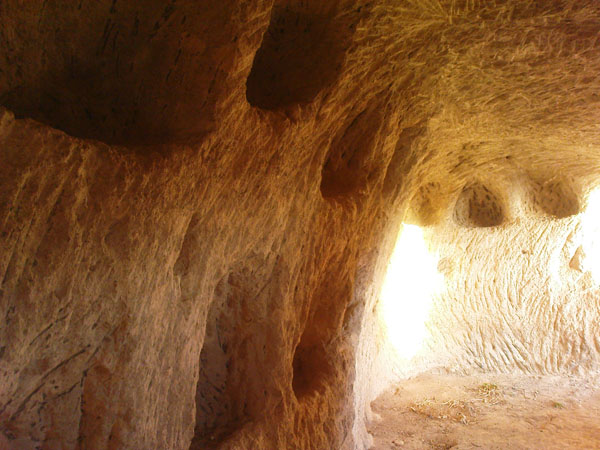
بوشلار(خانه‌هایی در دل کوه)
بوشلار(خانه‌هایی در دل کوه)